# Манинское сельское поселение
Манинское сельское поселение — муниципальное образование в Калачеевском районе Воронежской области.
Административный центр — село Манино.

## Административное деление
Состав поселения:
- село Манино,
- хутор Благовещенский,
- хутор Блощицын.